# Козыкеткен
Козыкеткен (каз. Қозыкеткен, до 2001 года — Ильичёвка) — село в Успенском районе Павлодарской области Казахстана. Село является административным центром Козыкеткенского сельского округа. Расположено примерно в 20 км к северу от Успенки. Код КАТО — 556435100.

## История
Село было основано в 1909 году и до 1968 года носило название Белоцерковка. Первое название связано с тем, что поселенцы были выходцами из украинской деревни Белая Церковь.
В 1930 году здесь образовался колхоз имени Молотова. В 1935 году в селе открыта школа механизации имени М. Горького. Во время войны в Белоцерковке появилась первая «полуторка» и первые трактора СТЗ и ХТЗ. На фронт во время войны ушли 170 человек, из которых 51 погибли.
В 1954 году в село приехали первоцелинники на освоение целинных и залежных земель. В 1957 году колхоз имени Молотова был переименован в колхоз «Путь Ильича», его председателем стал Пётр Шанцев. Под его председательством большое внимание было уделено развитию животноводства, и к 1970 году в колхозе было 7 МТФ, птицеферма, свиноферма, откормочная площадка, конеферма, овцеферма, велась работа по дрожжеванию кормов. В это время строилось много жилья для колхозников, были заасфальтированы улицы, построены клуб, детский сад, столовая, баня, гостиница. В 1961 году построили новую школу, в 1970 году — типовое здание сельского совета.
В 1991 году образовались первые крестьянские хозяйства: «Айткужинов», «Козырь», «Штрек». В 1992 году была построена новая двухэтажная школа.

## Население
В 1985 году в Ильичёвке жили 1209 человек. В 1999 году население села составляло 890 человек (435 мужчин и 455 женщин). По данным переписи 2009 года, в селе Козыкеткен проживало 647 человек (325 мужчин и 322 женщины).